# 阁楼镇
阁楼镇，是中华人民共和国陕西省延安市宜川县一个已撤销的乡级行政区，2015年，陕西省民政厅批复同意撤销阁楼镇，将其所辖行政区域划归云岩镇。